# Andreas Bruus
Andreas Bruus (født 8. juni 1999) er en dansk professionel fodboldspiller der spiller for  AaB, udlejet fra Troyes ac.

## Karriere

### Brøndby IF
Bruus spillede i sine ungdomsår for Brøndby IF. Fra 1. januar 2018 blev Bruus en del af klubbens Superligahold,
men allerede den 10. december 2017 fik Bruus sin debut i Superligaen for Brøndby IF i en kamp mod AGF. Han blev skiftet ind efter 80. minutter og erstattede Teemu Pukki. Dette kom som opfølgning på en god præsæson.

#### FC Roskilde
I slutningen af sommertransfervinduet 2018, den 31. august 2018, skrev Bruus under på en forlængelse af sin kontrakt i Brøndby IF. Parterne havde herefter en kontrakt frem til sommeren 2021. I samme ombæring blev han udlejet til 1. divisionsklubben FC Roskilde frem til slutningen af 2018-19 sæsonen.
Han scorede fire mål i 24 kampe i løbet af sin ophold, herunder to mål mod Nykøbing FC i en 5–0 ude-sejr.

### Tilbage til Brøndby
Bruus vendte tilbage til Brøndby efter sit lån, men fik ikke nogle kampe i løbet af efteråret 2019-20 sæsonen under den nye manager Niels Frederiksen. I januar 2020 optrådte han som højreback i venskabskampe mod Avarta og Hvidovre, hvilket gjorde han fik en ny, mere defensiv rolle for ham i Brøndby efter først og fremmest at have spillet som angriber før.
Han fortsatte i denne rolle i venskabskampene mod Lyngby og Hvidovre og blev indkaldt til første holdet i deres første kamp, efter at COVID-19-pandemien havde suspenderet ligaen, den 2. juni 2020 til kampen mod SønderjyskE. Bruus kom ind som erstatning for en skadet Kevin Mensah da der var 20 minutter tilbage. Den 19. juli underskrev Bruus en ny kontrakt med klubben indtil 2023, efter at have etableret sig som en starter på højre-wingback positionen i Frederiksens 3–5-2-formation.
Bruus scorede sit første mål for Brøndby den 24. oktober 2020 i et 2–3 hjemmetab mod FC Midtjylland.

## Titler
Superligaen 2020-21 med Brøndby IF.